# Grewia hookeriana
Grewia hookeriana là một loài thực vật có hoa trong họ Cẩm quỳ. Loài này được Exell & Mendonça mô tả khoa học đầu tiên năm 1951.